# Théâtre Apollon

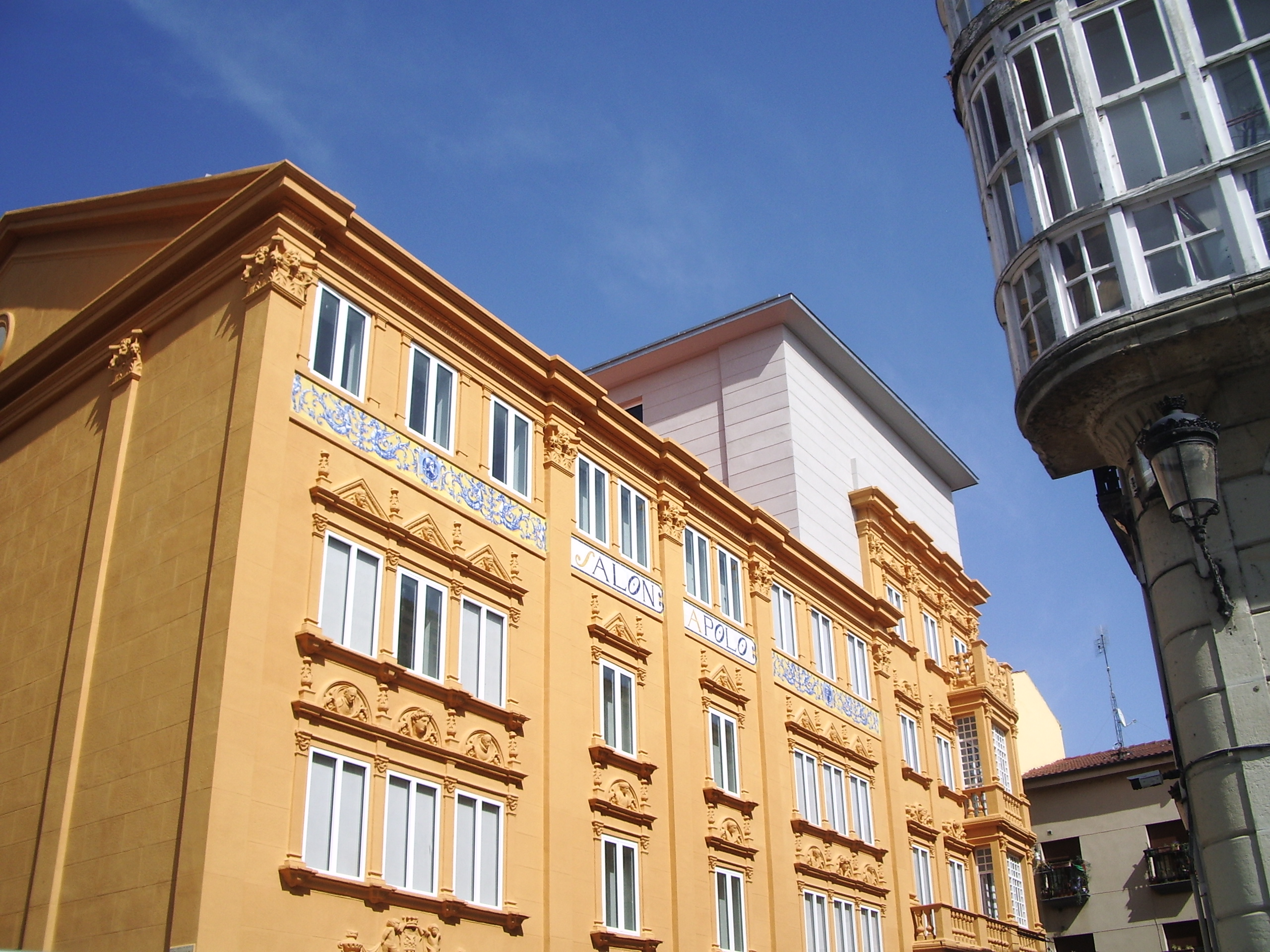
Vue du Théâtre

Le Théâtre Apollon (ou aussi Teatro Salón Apollon) est le principal théâtre de la ville de Miranda de Ebro (Burgos). 

## Description
Il est situé au centre du vieux centre de la ville à côté de l' église de Santa María. Inauguré en 1921 et en état de ruine depuis 1987, il a été restauré en 2010 et rouvert en 2015